# Ганю Атанасов
Ганю (Ганьо) Атанасов Атанасов е български военен деец, полковник, един от създателите на БТЦРК и участник в Сръбско-българската (1885), Балканските (1912 – 1913) и Първата световна война (1915 – 1918).

## Биография
Ганю Атанасов е роден на 26 октомври 1860 г. в с. Брестовица, Османска империя. На 10 май 1879 година завършва Софийското военно училище в 1-ви випуск и като юнкер 2-ри разряд е произведен в чин прапоршчик. При производството получава назначение за Източнорумелийската милиция. На 15 май офицерите пристигат в Пловдив и той назначен за адютант на 1-ва пловдивска дружина. През ноември същата година чинът му е приравнен на подпоручик, а на 9 юли 1881 година е произведен в чин поручик.
На 10 февруари 1885 година поручик Атанасов, който изпълнява длъжността военен прокурор на Пловдив, заедно с други революционни дейци, участва в създаването на Българският таен централен революционен комитет. Взема дейно участие и в Съединението на България.
На 7 септември 1885 година е причислен към 9-а харманлийска дружина, а на 9 септември произведен в чин капитан и назначен за командир на дружината, която влиза в сформирания на същия ден Търново-Сейменски отряд.
По-късно, като капитан е дружинен командир в 22-ри пехотен тракийски полк. На 17 април 1887 г. е произведен в чин майор. Служи във Военното министерство и през 1892 е произведен в чин подполковник. Като подполковник е командир на 2-ри пехотен резервен полк, а в периода (5 март 1898 – 13 март 1900) командва 18-и пехотен етърски полк. Междувременно през 1899 г. е произведен в чин полковник, а на 22 март преминава в запаса.
Поковник Атанасов е мобилизиран по време на Първата световна война (1915 – 1918), като е на разположение на Щаба на действащата армия. Служи и като ревизьор-контрольор по реквизицията във Видин.
Полковник Ганю Атанасов умира на 1 май 1935 година в Пловдив.

## Военни звания
- Прапоршчик (10 май 1879)
- Подпоручик (1 ноември 1879, преименуван)
- Поручик (9 юли 1881)
- Капитан (9 септември 1885)
- Майор (17 април 1887)
- Подполковник (1892)
- Полковник (1899)

## Награди
- Орден „За заслуга“ сребърен, Фердинандова емисия с небесно синя калодка
- Царски орден „Св. Александър“ IV степен без мечове
- Орден „За заслуга“ Фердинандова емисия с небесно червена калодка
- Знак „За 10 години отлична служба“
- Знак „За 20 години отлична служба“
- Възпоменателен медал „Кръст за възшествието на Княз Фердинанд I 1887“
- Възпоменателен медал „За участие в Сръбско-българската война 1885“
- Възпоменателен медал „За бракосъчетанието на княз Фердинанд I с княгиня Мария Луиза“ без корона
- Медал „За построяването на железопътната линия Ямбол-Бургас“, сребърен